# 나비 (1983년)
나비(영어: Nabi, 본명: 박혜진, 1983년 12월 23일 ~ )는 대한민국의 여성 싱어송라이터이다. 2010년 EP앨범 "나비"로 데뷔했다.

## 발매 앨범

### EP
- 나비 (2010년 1월 12일)

## 공연
- EP앨범 발매기념 첫 번째 단독공연 (2010년 3월 6일, 클럽 빵)
- 2012 앨리스뮤직 첫 번째 합동공연<수상한 나라의 앨리스들> (2012년 1월 21일, 클럽 빵)
- 이주영, 나비의 1st 조인트 콘서트 (2012년 6월 22일, 클럽 빵)

## 수상
- 2008년 EBS 스페이스 공감 6월의 헬로루키 선정